# 吐火仙可汗
吐火仙可汗（?—?），突骑施苏禄可汗的儿子，名骨啜。738年，莫贺达干杀死苏禄可汗，都摩度拥立骨啜为吐火仙可汗。攻打莫贺达干，莫贺达干求救于唐朝碛西节度使、北庭都护盖嘉运。当时，都摩度、吐火仙在碎叶城，黑姓可汗尔微特勒在怛罗斯城，联兵拒唐。次年八月十五，盖嘉运攻克碎叶城，在贺逻岭擒获吐火仙。740年三月廿八，盖嘉运带吐火仙到长安献捷，唐玄宗赦免吐火仙，封他为左金吾大将军，以阿史那昕为十姓可汗。
| 前任： 苏禄可汗 | 突骑施可汗 738年—740年 | 繼任： 莫贺达干 |